# Vergetot
Vergetot est une commune française située dans le département de la Seine-Maritime, en région Normandie.

## Géographie

### Localisation

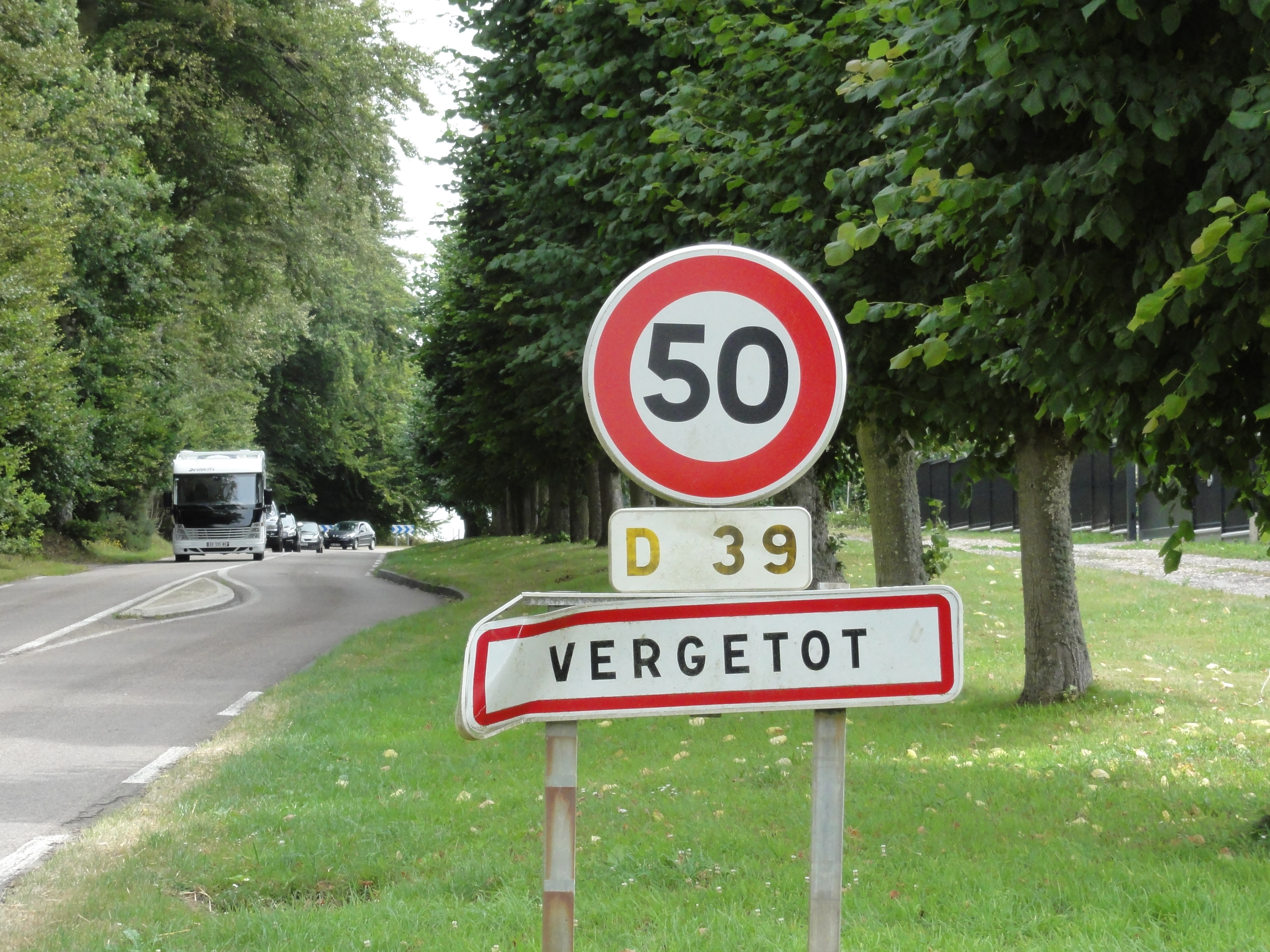
Entrée du village

Commune du pays de Caux.

### Communes limitrophes
| Criquetot-l'Esneval |                     | Écrainville                 |
|                     | Vergetot            | Saint-Sauveur-d'Emalleville |
| Hermeville          | Angerville-l'Orcher |                             |

### Hydrographie
La commune est située dans le bassin Seine-Normandie. Elle n'est drainée par aucun cours d'eau,. Néanmoins un plan d'eau est présent sur le territoire communal : la mare du Bois (0,04 ha),.

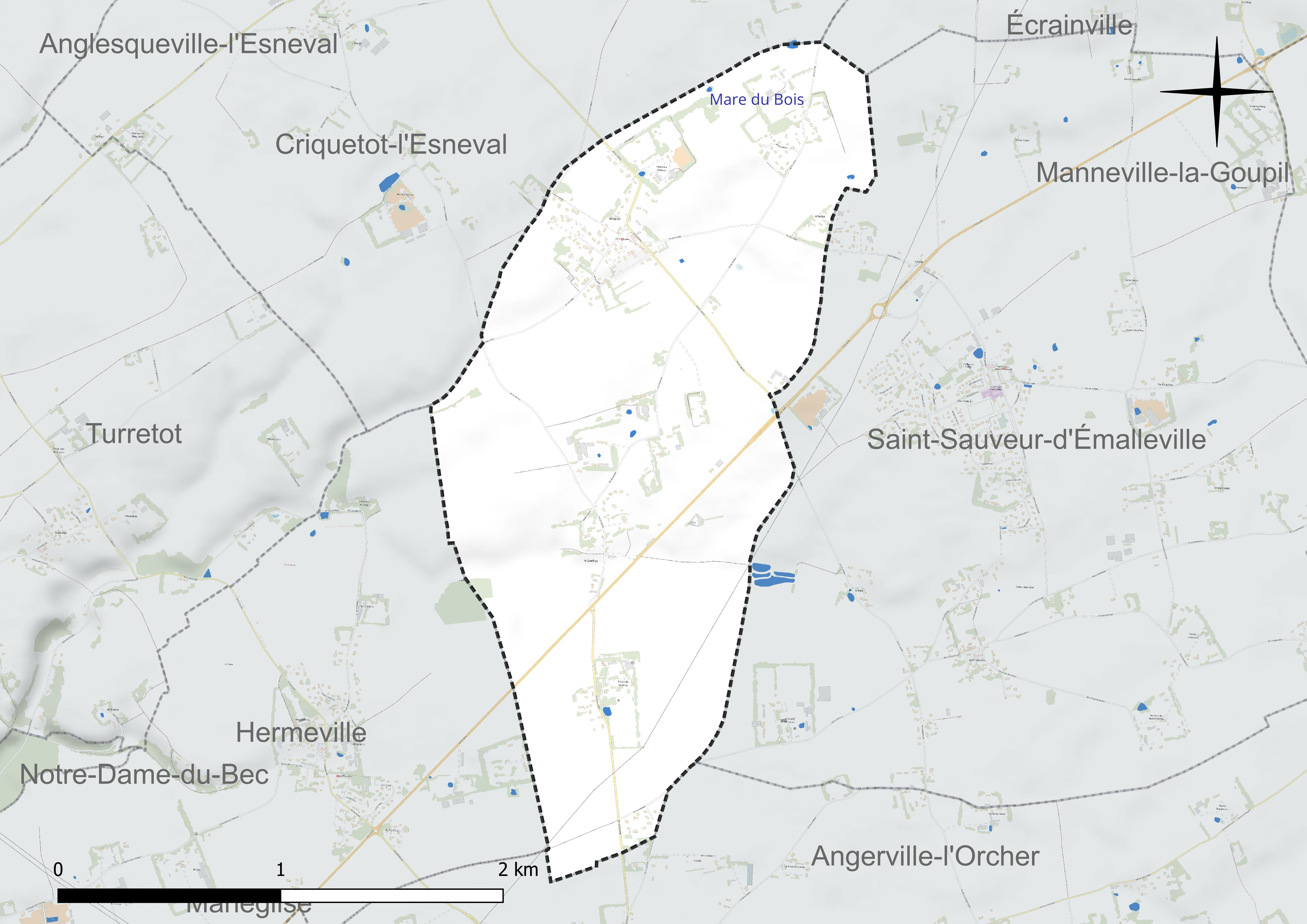
Réseau hydrographique de Vergetot.

### Climat
Pour des articles plus généraux, voir Climat de la Normandie et Climat de la Seine-Maritime.
En 2010, le climat de la commune est de type climat océanique franc, selon une étude du CNRS s'appuyant sur une série de données couvrant la période 1971-2000. En 2020, Météo-France publie une typologie des climats de la France métropolitaine dans laquelle la commune est exposée à un climat océanique et est dans la région climatique  Côtes de la Manche orientale, caractérisée par un faible ensoleillement (1 550 h/an) ; forte humidité de l’air (plus de 20 h/jour avec humidité relative > 80 % en hiver), vents forts fréquents. Parallèlement le GIEC normand, un groupe régional d’experts sur le climat, différencie quant à lui, dans une étude de 2020, trois grands types de climats pour la région Normandie, nuancés à une échelle plus fine par les facteurs géographiques locaux. La commune est, selon ce zonage, exposée à un « climat maritime », correspondant au Pays de Caux, frais, humide et pluvieux, légèrement plus frais que dans le Cotentin.
Pour la période 1971-2000, la température annuelle moyenne est de 10,2 °C, avec une amplitude thermique annuelle de 13,3 °C. Le cumul annuel moyen de précipitations est de 997 mm, avec 13,8 jours de précipitations en janvier et 9 jours en juillet. Pour la période 1991-2020, la température moyenne annuelle observée sur la station météorologique la plus proche, située sur la commune de Octeville-sur-Mer à 14 km à vol d'oiseau, est de 11,5 °C et le cumul annuel moyen de précipitations est de 790,7 mm,. Pour l'avenir, les paramètres climatiques de la commune estimés pour 2050 selon différents scénarios d'émission de gaz à effet de serre sont consultables sur un site dédié publié par Météo-France en novembre 2022.

## Urbanisme

### Typologie
Au 1er janvier 2024, Vergetot est catégorisée commune rurale à habitat dispersé, selon la nouvelle grille communale de densité à sept niveaux définie par l'Insee en 2022.
Elle est située hors unité urbaine. Par ailleurs la commune fait partie de l'aire d'attraction du Havre, dont elle est une commune de la couronne,. Cette aire, qui regroupe 116 communes, est catégorisée dans les aires de 200 000 à moins de 700 000 habitants,.

### Occupation des sols
L'occupation des sols de la commune, telle qu'elle ressort de la base de données européenne d’occupation biophysique des sols Corine Land Cover (CLC), est marquée par l'importance des territoires agricoles (99,2 % en 2018), une proportion sensiblement équivalente à celle de 1990 (100 %). La répartition détaillée en 2018 est la suivante : 
terres arables (76,8 %), prairies (22,3 %), zones urbanisées (0,8 %). L'évolution de l’occupation des sols de la commune et de ses infrastructures peut être observée sur les différentes représentations cartographiques du territoire : la carte de Cassini (XVIIIe siècle), la carte d'état-major (1820-1866) et les cartes ou photos aériennes de l'IGN pour la période actuelle (1950 à aujourd'hui).

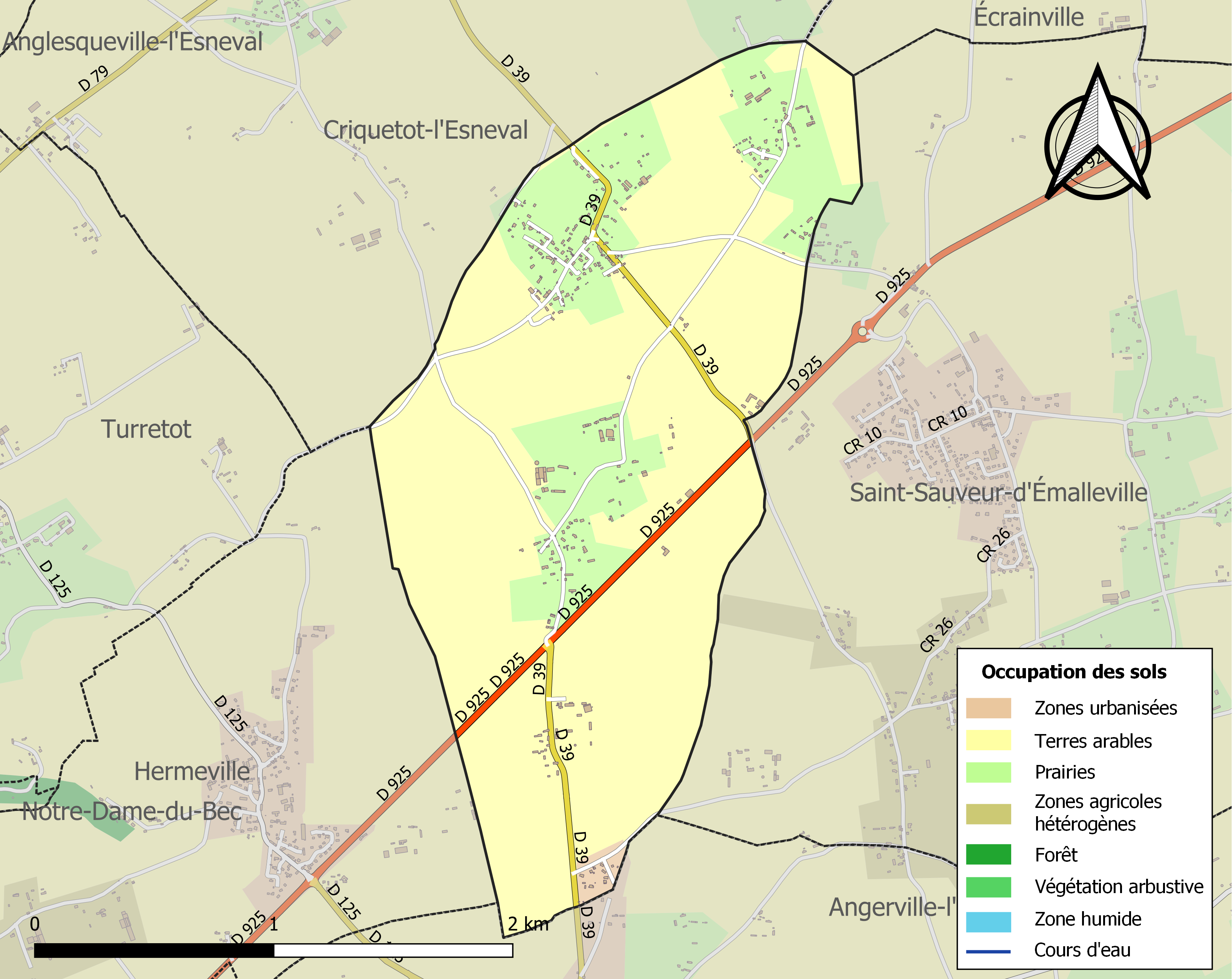
Carte des infrastructures et de l'occupation des sols de la commune en 2018 (CLC).

## Toponymie
Le nom de la localité est attesté sous les formes Walgertot en 1180 ; Wagiertot au XIIe siècle ; Waugertot fin XIIe siècle) ; Vallegitot  vers 1210 ; Walgyertot vers 1240 ; Vauguiertot en 1319 ; Vaugertot vers 1337 ; Waugiertot en 1362-65 ; Vauguiertot en 1379 ; Vaugiertot en 1397-99 ; Vauguiertot en 1403-05 ; Vauguiertot en 1431 ; Waugiertot-en-Caux en 1421-23 ; Vaugiertot en 1471 ; Vergetot en 1570 ; Vergetot en 1715,.
Il s'agit d'une formation toponymique médiévale scandinave en -tot, appellatif issu du vieux norrois topt, toft signifiant « terrain bâti, terrain avec habitation, ferme »,,, « maison avec les terrains et bâtiments environnants, notamment dans une ferme, les biens qui les composent ».
Le premier élément Verge- (< Walger-) s'explique peut-être par le nom de personne norrois féminin Valgerðr ou masculin Valgarðr,,. Il est possible aussi d’y reconnaître le nom de personne germanique, comprendre germanique occidental, ou vieux bas francique, Walagerius / *Walgerius (Albert Dauzat le cite sous la forme attestée Walger) / Waldger.
Remarques : Jean Renaud écrit « plus vraisemblablement le Franc Waldger ». Cette opinion n'est pas partagée par Albert Dauzat et François de Beaurepaire qui suggèrent deux autres noms de personnes issus du germanique continental (voir supra). En outre, l'association d’un nom de personne germanique continental avec -tot même si elle existe, est loin d’être aussi fréquente que celle avec un anthroponyme scandinave, anglo-scandinave, voire même anglo-saxon. L'évolution phonétique Valgerðr / Valgarðr > *Walgerð / *Walgarð > Walger > Waug[u]ier > Vaug[u]ier ne pose pas de problème particulier. La première forme citée est trop tardive pour avoir conservé le -ð- sous la forme d'un -t- comme c'est souvent le cas. Ensuite, la graphie avec un W- initial, quelle que soit sa valeur ([w] ou [v]) semble-t-il, est régulièrement utilisée pour noter les noms vieux danois ou anglo-scandinaves, d'ailleurs, le même F. de Beaurepaire, à la suite de Jean Adigard des Gautries, suggère pour expliquer Vautuit (Wautuit XIIIe siècle) d'avoir éventuellement recours à l'anthroponyme scandinave Valr, enfin, les noms en -vic, -vy caractéristiques des côtes normandes sont régulièrement donnés pour -wic dans les textes anciens. En revanche, un phénomène distinct a affecté quelques noms communs, mais surtout l'onomastique normande : vers le XIIe siècle, [w] est passé à [v] bien que l'on continue souvent d'écrire W- plus longtemps (ainsi l'écrivain normand Wace doit être prononcé [vas] car il vivait au XIIe siècle). La vocalisation de [l] devant consonne est régulière ainsi Walg- > Waug- (comme alter > autre, alba > aube, *balka > ancien français bauche cf. embaucher). D’après les formes anciennes (voir supra), l'altération en Verge- s'est produite vers le XVIe siècle. Le patronyme Vauguier, quoique rare, s'est perpétué dans la région, c'est même la Seine-Maritime qui en conserve les attestations les plus anciennes, ailleurs on ne le trouvait guère que dans quelques départements parisiens, l'Anjou et l'Orne avant 1915, pour lesquels le maintien de [g] au lieu du [ʒ] attendu (Vaugier, voir ligne Joret) suggère une forme normande importée. La forme Vaugier est étrangère à la région et ses attestations pointent comme origine géographique le centre-est de la France.

## Histoire
La commune de Vergetot, instituée par la Révolution française, absorbe en 1823 celle du Coudray.

## Politique et administration
| Période                                  | Période                    | Identité                 | Étiquette | Qualité                                 |
| ---------------------------------------- | -------------------------- | ------------------------ | --------- | --------------------------------------- |
| Les données manquantes sont à compléter. |                            |                          |           |                                         |
| 1903                                     |                            | Albert Louvel            |           |                                         |
| Les données manquantes sont à compléter. |                            |                          |           |                                         |
| mars 2001                                | 2008                       | Gilbert Fréval           | DVD       |                                         |
| mars 2008                                | 2014                       | Patrick Dumoulin         |           |                                         |
| mars 2014                                | mars 2015                  | Véronique Paumelle-Hamon |           | Infirmière coordinatrice Démissionnaire |
| mars 2015                                | mai 2020                   | Patrick Dumoulin         |           |                                         |
| mai 2020                                 | En cours (au 10 août 2020) | Jean-Luc Hodierne        |           | Cadre                                   |

## Démographie
L'évolution du nombre d'habitants est connue à travers les recensements de la population effectués dans la commune depuis 1793. Pour les communes de moins de 10 000 habitants, une enquête de recensement portant sur toute la population est réalisée tous les cinq ans, les populations de référence des années intermédiaires étant quant à elles estimées par interpolation ou extrapolation. Pour la commune, le premier recensement exhaustif entrant dans le cadre du nouveau dispositif a été réalisé en 2004.

En 2022, la commune comptait 440 habitants, en évolution de +0,23 % par rapport à 2016 (Seine-Maritime : +0,35 %, France hors Mayotte : +2,11 %).
| 1793 | 1800 | 1806 | 1821 | 1831 | 1836 | 1841 | 1846 | 1851 |
| ---- | ---- | ---- | ---- | ---- | ---- | ---- | ---- | ---- |
| 126  | 150  | 144  | 155  | 303  | 264  | 259  | 255  | 262  |

| 1856 | 1861 | 1866 | 1872 | 1876 | 1881 | 1886 | 1891 | 1896 |
| ---- | ---- | ---- | ---- | ---- | ---- | ---- | ---- | ---- |
| 262  | 290  | 295  | 286  | 270  | 285  | 260  | 262  | 282  |

| 1901 | 1906 | 1911 | 1921 | 1926 | 1931 | 1936 | 1946 | 1954 |
| ---- | ---- | ---- | ---- | ---- | ---- | ---- | ---- | ---- |
| 274  | 287  | 269  | 240  | 231  | 229  | 220  | 239  | 220  |

| 1962 | 1968 | 1975 | 1982 | 1990 | 1999 | 2004 | 2006 | 2009 |
| ---- | ---- | ---- | ---- | ---- | ---- | ---- | ---- | ---- |
| 214  | 177  | 204  | 180  | 284  | 349  | 392  | 411  | 423  |

| 2014 | 2019 | 2022 | - | - | - | - | - | - |
| ---- | ---- | ---- | - | - | - | - | - | - |
| 436  | 447  | 440  | - | - | - | - | - | - |

## Culture locale et patrimoine

### Lieux et monuments
- Église Saint-Pierre.
- Monument aux morts.

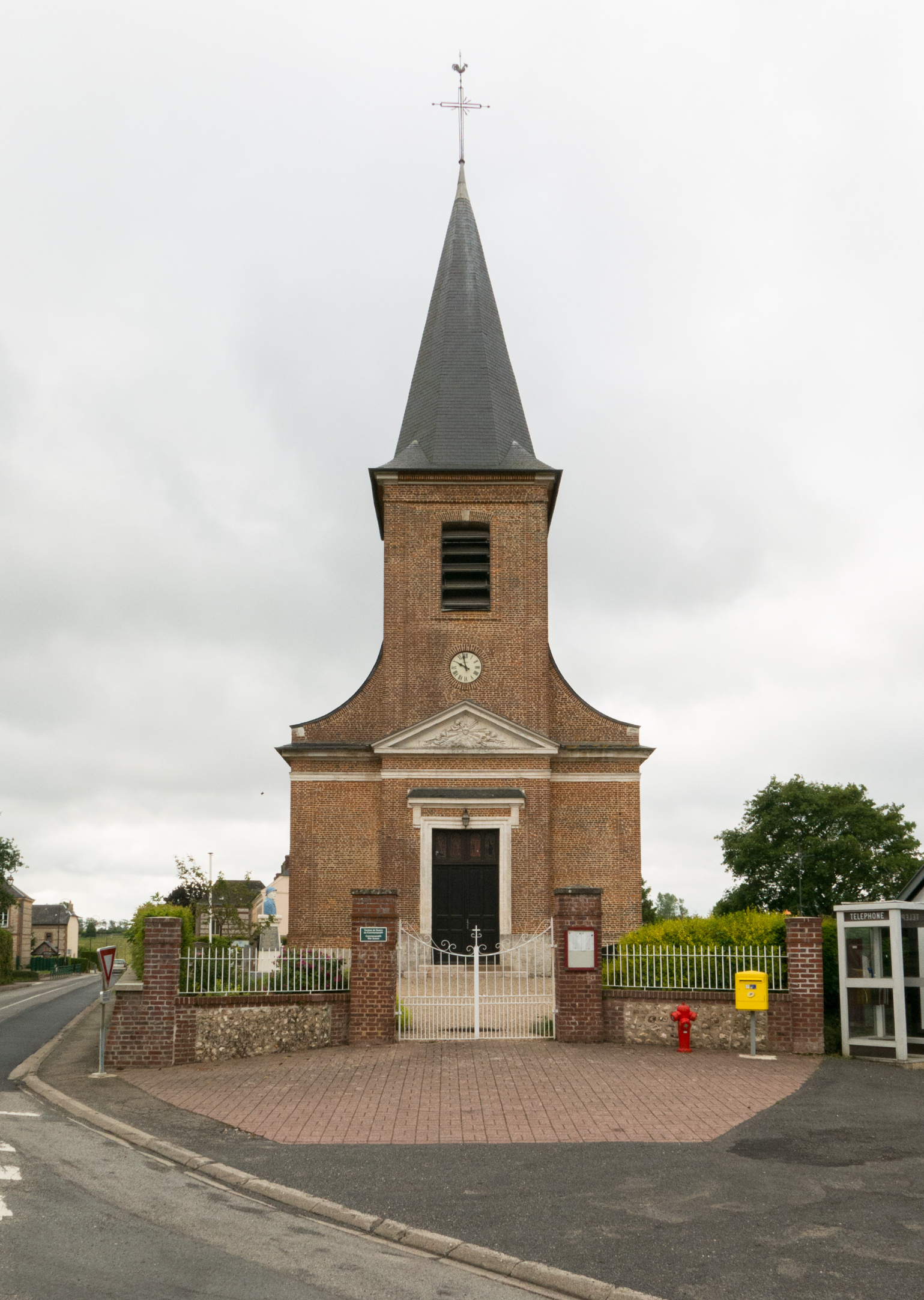
L'église Saint-Pierre.

- Tombes militaires de la Commonwealth War Graves Commission.
- Croix de chemin.

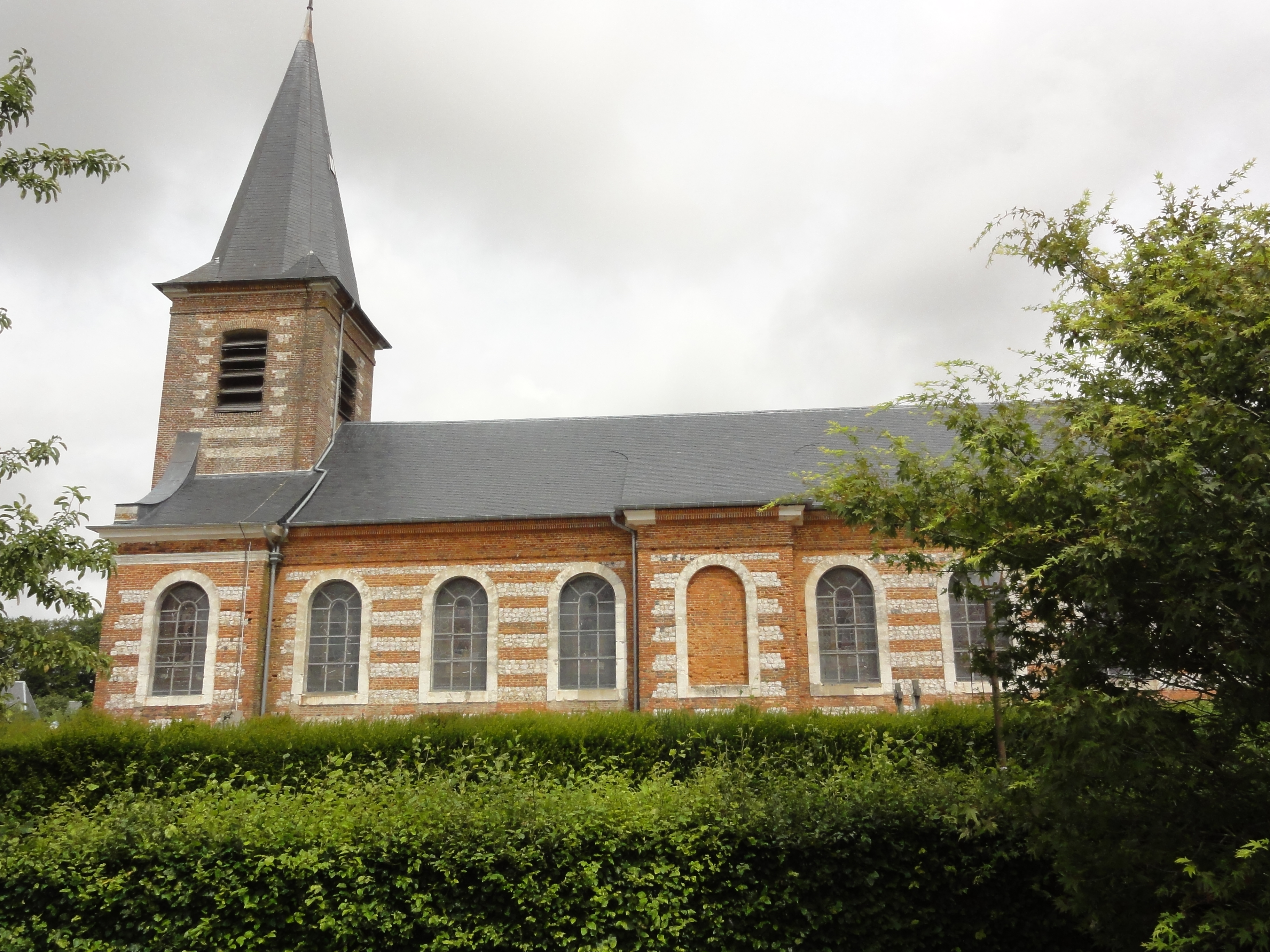
Église Saint-Pierre.
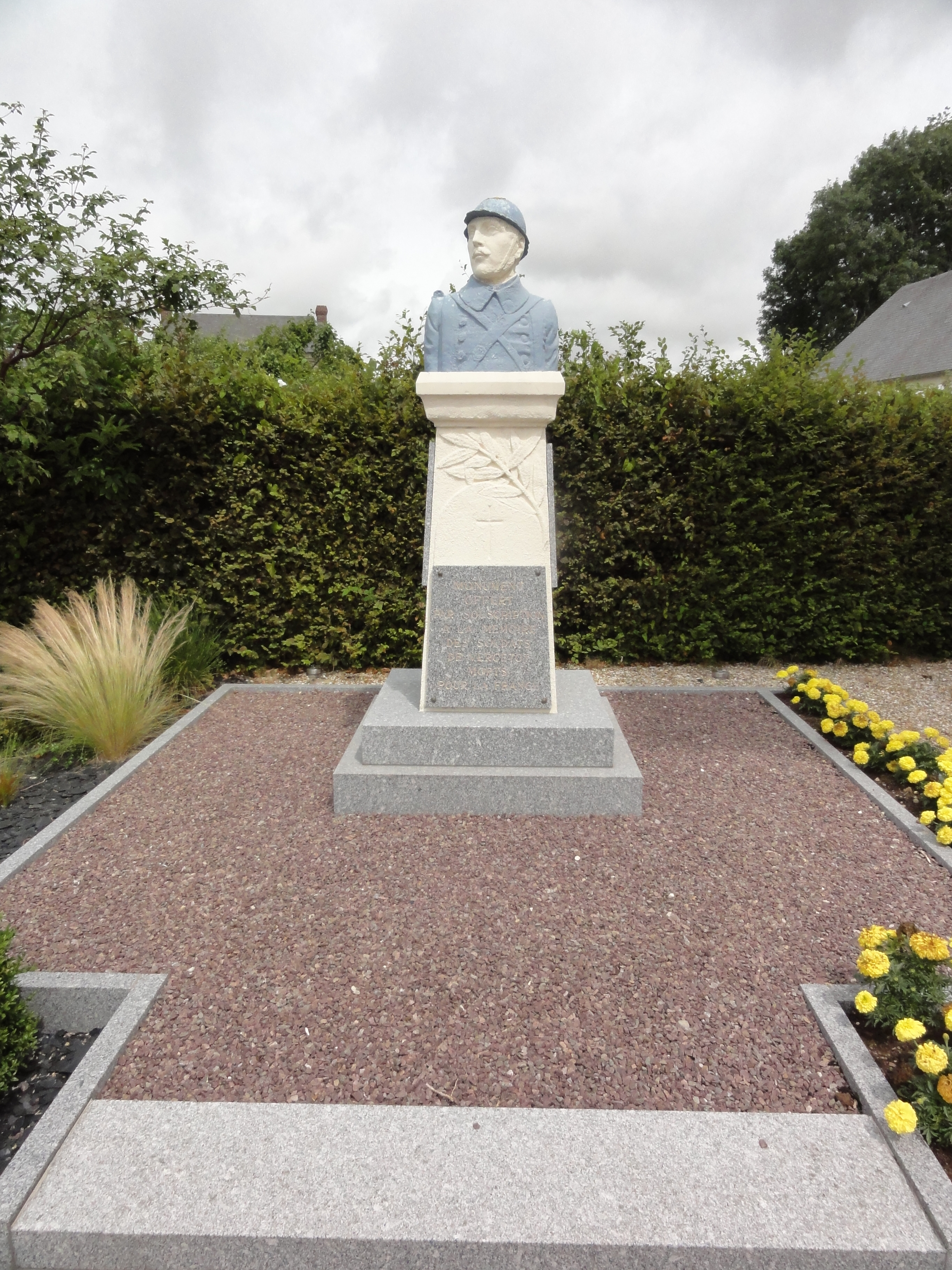
Monument aux morts.
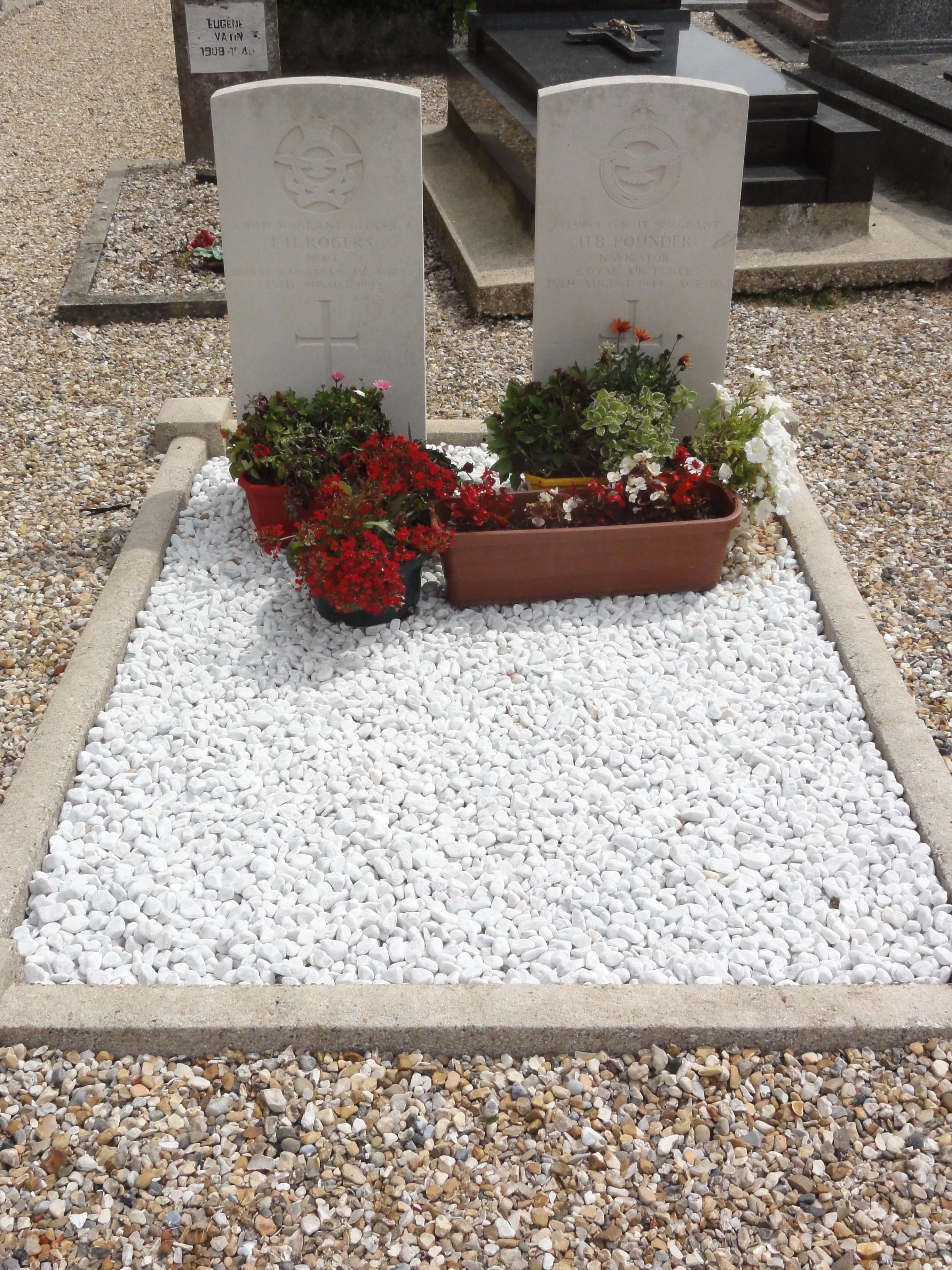
Tombes militaires de la CWCG.
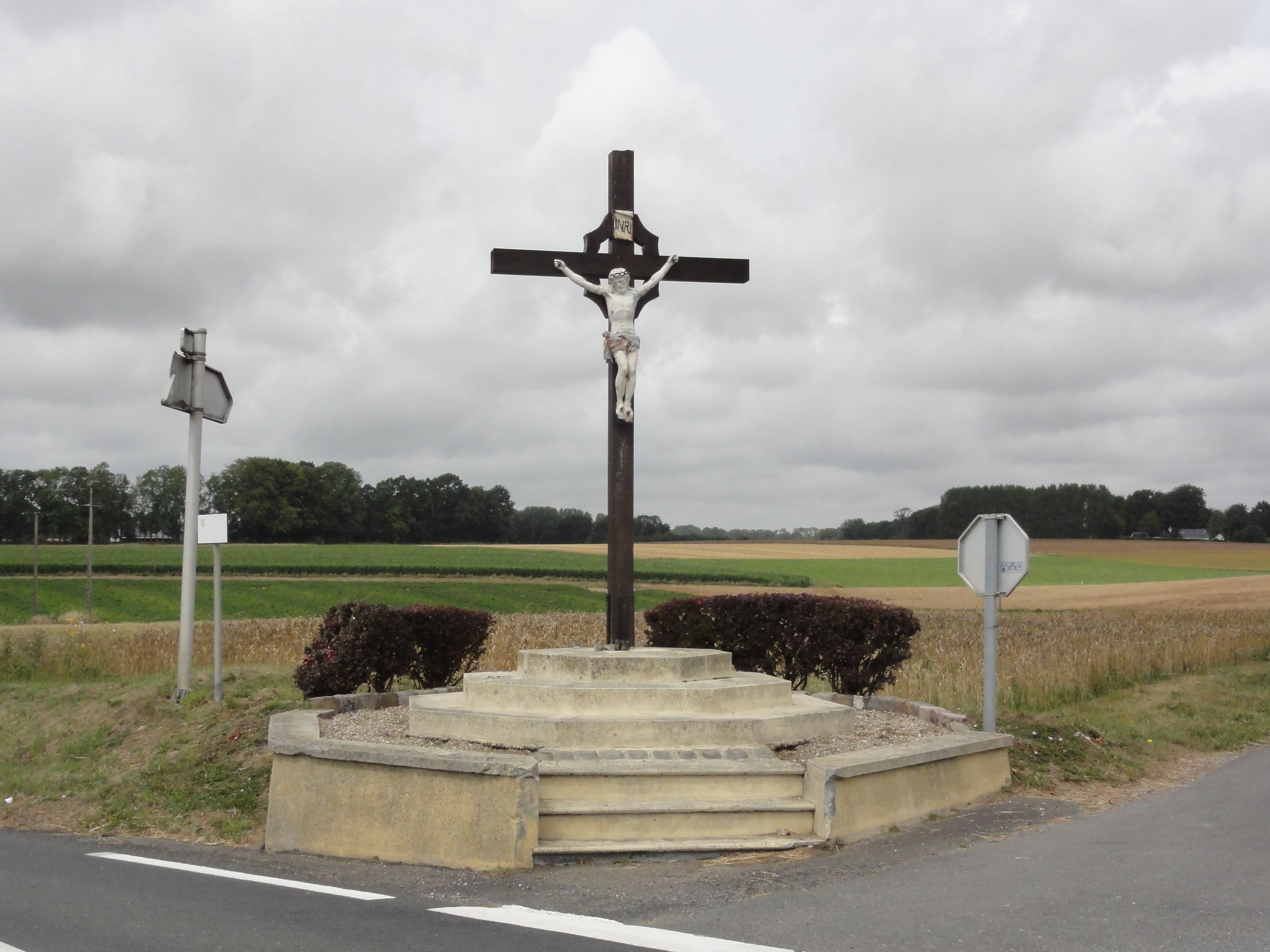
Croix de chemin.

## Pour approfondir